# Kalikahalde
Kalikahalde – gaun wikas samiti w środkowej części Nepalu w strefie Bagmati w dystrykcie Nuwakot. Według nepalskiego spisu powszechnego z 2001 roku liczył on 687 gospodarstw domowych i 3861 mieszkańców (1907 kobiet i 1954 mężczyzn).